# Libellula comanche
Libellula comanche ist eine Libellen-Art der Gattung Libellula aus der Unterfamilie Libellulinae. Ihr Verbreitungsgebiet erstreckt sich über die USA und Nordmexiko.

## Merkmale

### Bau der Imago
Das Tier erreicht eine Länge von 45 bis 57 Millimetern, wobei 30 bis 36 Millimeter davon auf das Abdomen entfallen. Das Tier hat ein weißes Gesicht, wobei über den vorderen Abschluss der Mundwerkzeuge, das Labrum ein dunkler Streifen verläuft. Der Thorax ist vorne braun und weist in der Mitte einen breiten hellen Strich auf. 
Die Flügel sind durchsichtig, können aber seltener auch einen gelben Schimmer am vorderen Rand aufweisen. Das Pterostigma der Art ist unüblicherweise zweifarbig. Dabei ist es auf der dem Körper zugewandten Seite gelblich-weiß, auf der abgewandten schwarz. Die Hinterflügel sind zwischen 35 und 46 Millimeter lang.
Die Beine sind schwarz.
Das Abdomen ist bräunlich mit dunkleren Streifen, wobei sich mit dem Alterungsprozess, wie bei vielen anderen Arten auch, die Farbe ändert und mehr ins dunkelblaue übergeht.